# Oppunda härads valkrets
Oppunda härads valkrets var i riksdagsvalen till andra kammaren 1881-1908 en egen valkrets med ett mandat. Vid införandet av proportionellt valsystem i valet 1911 uppgick området i Södermanlands läns södra valkrets.

## Riksdagsmän
- Nils Olsson, lmp (1881-1887)
- Carl Carlson Bonde, gamla lmp (1888-1890)
- Nils Olsson, nya lmp (1891-1893)
- Carl Carlson Bonde, gamla lmp 1894, lmp 1895-1896, Bonde 1897-1899 (1894-1899)
- Nils Olsson (1900-1902), lmp
- Carl Carlson Bonde, lib s (1903-1911)

## Valresultat

### 1887 I
| Andrakammarvalet i Sverige 1887 I: Oppunda härads valkrets | Andrakammarvalet i Sverige 1887 I: Oppunda härads valkrets | Andrakammarvalet i Sverige 1887 I: Oppunda härads valkrets | Andrakammarvalet i Sverige 1887 I: Oppunda härads valkrets | Andrakammarvalet i Sverige 1887 I: Oppunda härads valkrets |
| Kandidat                                                   | Kandidat                                                   | Röster                                                     | Röster                                                     | Röster                                                     |
| Kandidat                                                   | Kandidat                                                   | Antal                                                      | %                                                          | +− %                                                       |
| ---------------------------------------------------------- | ---------------------------------------------------------- | ---------------------------------------------------------- | ---------------------------------------------------------- | ---------------------------------------------------------- |
|                                                            | Nils Olsson (L, prot.)                                     | 368                                                        | 56,6                                                       |                                                            |
|                                                            | Carl Carlson Bonde (frih.)                                 | 281                                                        | 43,2                                                       |                                                            |
|                                                            | Övriga kandidater                                          | 1                                                          | 0,2                                                        | —                                                          |
| Antal giltiga röster                                       | Antal giltiga röster                                       | 650                                                        |                                                            |                                                            |
| Kasserade röster                                           | Kasserade röster                                           | 148                                                        |                                                            |                                                            |
| Totalt                                                     | Totalt                                                     | 798                                                        |                                                            |                                                            |

Valet ägde rum den 15 april 1887. Valdeltagandet var 68,5%.

### 1887 II
| Andrakammarvalet i Sverige 1887 II: Oppunda härads valkrets | Andrakammarvalet i Sverige 1887 II: Oppunda härads valkrets | Andrakammarvalet i Sverige 1887 II: Oppunda härads valkrets | Andrakammarvalet i Sverige 1887 II: Oppunda härads valkrets | Andrakammarvalet i Sverige 1887 II: Oppunda härads valkrets |
| Kandidat                                                    | Kandidat                                                    | Röster                                                      | Röster                                                      | Röster                                                      |
| Kandidat                                                    | Kandidat                                                    | Antal                                                       | %                                                           | +− %                                                        |
| ----------------------------------------------------------- | ----------------------------------------------------------- | ----------------------------------------------------------- | ----------------------------------------------------------- | ----------------------------------------------------------- |
|                                                             | Carl Carlson Bonde (GL)                                     | 194                                                         | 47,2                                                        | ▲4,0                                                        |
|                                                             | Jon Jonsson (prot.)                                         | 162                                                         | 39,4                                                        |                                                             |
|                                                             | Per Persson (frih.)                                         | 48                                                          | 11,7                                                        |                                                             |
|                                                             | Övriga kandidater                                           | 7                                                           | 1,7                                                         | —                                                           |
| Antal giltiga röster                                        | Antal giltiga röster                                        | 411                                                         |                                                             |                                                             |
| Kasserade röster                                            | Kasserade röster                                            | 253                                                         |                                                             |                                                             |
| Totalt                                                      | Totalt                                                      | 664                                                         |                                                             |                                                             |

Valet ägde rum den 22 augusti 1887. Valdeltagandet var 55,9%. 

### 1890
| Andrakammarvalet i Sverige 1890: Oppunda härads valkrets | Andrakammarvalet i Sverige 1890: Oppunda härads valkrets | Andrakammarvalet i Sverige 1890: Oppunda härads valkrets | Andrakammarvalet i Sverige 1890: Oppunda härads valkrets | Andrakammarvalet i Sverige 1890: Oppunda härads valkrets |
| Kandidat                                                 | Kandidat                                                 | Röster                                                   | Röster                                                   | Röster                                                   |
| Kandidat                                                 | Kandidat                                                 | Antal                                                    | %                                                        | +− %                                                     |
| -------------------------------------------------------- | -------------------------------------------------------- | -------------------------------------------------------- | -------------------------------------------------------- | -------------------------------------------------------- |
|                                                          | Nils Olsson (NL)                                         | 367                                                      | 54,2                                                     |                                                          |
|                                                          | Carl Carlson Bonde (GL)                                  | 308                                                      | 45,5                                                     | ▼1,7                                                     |
|                                                          | Övriga kandidater                                        | 2                                                        | 0,3                                                      | —                                                        |
| Antal giltiga röster                                     | Antal giltiga röster                                     | 677                                                      |                                                          |                                                          |
| Kasserade röster                                         | Kasserade röster                                         | 1                                                        |                                                          |                                                          |
| Totalt                                                   | Totalt                                                   | 678                                                      |                                                          |                                                          |

Valet ägde rum den 19 augusti 1890. Valdeltagandet var 56,5%. 

### 1893
| Andrakammarvalet i Sverige 1893: Oppunda härads valkrets | Andrakammarvalet i Sverige 1893: Oppunda härads valkrets | Andrakammarvalet i Sverige 1893: Oppunda härads valkrets | Andrakammarvalet i Sverige 1893: Oppunda härads valkrets | Andrakammarvalet i Sverige 1893: Oppunda härads valkrets |
| Kandidat                                                 | Kandidat                                                 | Röster                                                   | Röster                                                   | Röster                                                   |
| Kandidat                                                 | Kandidat                                                 | Antal                                                    | %                                                        | +− %                                                     |
| -------------------------------------------------------- | -------------------------------------------------------- | -------------------------------------------------------- | -------------------------------------------------------- | -------------------------------------------------------- |
|                                                          | Carl Carlson Bonde (GL)                                  | 459                                                      | 60,0                                                     | ▲14,5                                                    |
|                                                          | Nils Olsson (NL)                                         | 303                                                      | 39,6                                                     | ▼14,6                                                    |
|                                                          | Övriga kandidater                                        | 3                                                        | 0,4                                                      | —                                                        |
| Antal giltiga röster                                     | Antal giltiga röster                                     | 765                                                      |                                                          |                                                          |
| Kasserade röster                                         | Kasserade röster                                         | 0                                                        |                                                          |                                                          |
| Totalt                                                   | Totalt                                                   | 765                                                      |                                                          |                                                          |

Valet ägde rum den 18 augusti 1893. Valdeltagandet var 55,2%. 

### 1896
| Andrakammarvalet i Sverige 1896: Oppunda härads valkrets | Andrakammarvalet i Sverige 1896: Oppunda härads valkrets | Andrakammarvalet i Sverige 1896: Oppunda härads valkrets | Andrakammarvalet i Sverige 1896: Oppunda härads valkrets | Andrakammarvalet i Sverige 1896: Oppunda härads valkrets |
| Kandidat                                                 | Kandidat                                                 | Röster                                                   | Röster                                                   | Röster                                                   |
| Kandidat                                                 | Kandidat                                                 | Antal                                                    | %                                                        | +− %                                                     |
| -------------------------------------------------------- | -------------------------------------------------------- | -------------------------------------------------------- | -------------------------------------------------------- | -------------------------------------------------------- |
|                                                          | Carl Carlson Bonde (B)                                   | 534                                                      | 53,2                                                     | ▼6,8                                                     |
|                                                          | Nils Olsson (prot.)                                      | 468                                                      | 46,6                                                     | ▲7,0                                                     |
|                                                          | Övriga kandidater                                        | 2                                                        | 0,2                                                      | —                                                        |
| Antal giltiga röster                                     | Antal giltiga röster                                     | 1 004                                                    |                                                          |                                                          |
| Kasserade röster                                         | Kasserade röster                                         | 5                                                        |                                                          |                                                          |
| Totalt                                                   | Totalt                                                   | 1 009                                                    |                                                          |                                                          |

Valet ägde rum den 16 augusti 1896. Valdeltagandet var 67,3%. 

### 1899
| Andrakammarvalet i Sverige 1899: Oppunda härads valkrets | Andrakammarvalet i Sverige 1899: Oppunda härads valkrets | Andrakammarvalet i Sverige 1899: Oppunda härads valkrets | Andrakammarvalet i Sverige 1899: Oppunda härads valkrets | Andrakammarvalet i Sverige 1899: Oppunda härads valkrets |
| Kandidat                                                 | Kandidat                                                 | Röster                                                   | Röster                                                   | Röster                                                   |
| Kandidat                                                 | Kandidat                                                 | Antal                                                    | %                                                        | +− %                                                     |
| -------------------------------------------------------- | -------------------------------------------------------- | -------------------------------------------------------- | -------------------------------------------------------- | -------------------------------------------------------- |
|                                                          | Nils Olsson                                              | 449                                                      | 54,0                                                     | ▲7,4                                                     |
|                                                          | Gustaf Ericsson (Fp)                                     | 381                                                      | 45,8                                                     |                                                          |
|                                                          | Övriga kandidater                                        | 2                                                        | 0,2                                                      | —                                                        |
| Antal giltiga röster                                     | Antal giltiga röster                                     | 832                                                      |                                                          |                                                          |
| Kasserade röster                                         | Kasserade röster                                         | 1                                                        |                                                          |                                                          |
| Totalt                                                   | Totalt                                                   | 833                                                      |                                                          |                                                          |

Valet ägde rum den 14 augusti 1899. Valdeltagandet var 53,7%. 

### 1902
| Andrakammarvalet i Sverige 1902: Oppunda härads valkrets | Andrakammarvalet i Sverige 1902: Oppunda härads valkrets | Andrakammarvalet i Sverige 1902: Oppunda härads valkrets | Andrakammarvalet i Sverige 1902: Oppunda härads valkrets | Andrakammarvalet i Sverige 1902: Oppunda härads valkrets |
| Kandidat                                                 | Kandidat                                                 | Röster                                                   | Röster                                                   | Röster                                                   |
| Kandidat                                                 | Kandidat                                                 | Antal                                                    | %                                                        | +− %                                                     |
| -------------------------------------------------------- | -------------------------------------------------------- | -------------------------------------------------------- | -------------------------------------------------------- | -------------------------------------------------------- |
|                                                          | Carl Carlson Bonde                                       | 686                                                      | 60,6                                                     |                                                          |
|                                                          | Nils Olsson (LMP)                                        | 443                                                      | 39,2                                                     | ▼14,8                                                    |
|                                                          | Övriga kandidater                                        | 2                                                        | 0,2                                                      | —                                                        |
| Antal giltiga röster                                     | Antal giltiga röster                                     | 1 131                                                    |                                                          |                                                          |
| Kasserade röster                                         | Kasserade röster                                         | 2                                                        |                                                          |                                                          |
| Totalt                                                   | Totalt                                                   | 1 133                                                    |                                                          |                                                          |

Valet ägde rum den 7 september 1902. Valdeltagandet var 63,2%. 

### 1905
| Andrakammarvalet i Sverige 1905: Oppunda härads valkrets | Andrakammarvalet i Sverige 1905: Oppunda härads valkrets | Andrakammarvalet i Sverige 1905: Oppunda härads valkrets | Andrakammarvalet i Sverige 1905: Oppunda härads valkrets | Andrakammarvalet i Sverige 1905: Oppunda härads valkrets |
| Kandidat                                                 | Kandidat                                                 | Röster                                                   | Röster                                                   | Röster                                                   |
| Kandidat                                                 | Kandidat                                                 | Antal                                                    | %                                                        | +− %                                                     |
| -------------------------------------------------------- | -------------------------------------------------------- | -------------------------------------------------------- | -------------------------------------------------------- | -------------------------------------------------------- |
|                                                          | Carl Carlson Bonde                                       | 785                                                      | 64,8                                                     | ▲4,2                                                     |
|                                                          | Nils Olsson (höger)                                      | 426                                                      | 35,1                                                     | ▼4,1                                                     |
|                                                          | Övriga kandidater                                        | 1                                                        | 0,1                                                      | —                                                        |
| Antal giltiga röster                                     | Antal giltiga röster                                     | 1 212                                                    |                                                          |                                                          |
| Kasserade röster                                         | Kasserade röster                                         | 1                                                        |                                                          |                                                          |
| Totalt                                                   | Totalt                                                   | 1 213                                                    |                                                          |                                                          |

Valet ägde rum den 10 september 1905. Valdeltagandet var 62,8%. 

### 1908
| Andrakammarvalet i Sverige 1908: Oppunda härads valkrets | Andrakammarvalet i Sverige 1908: Oppunda härads valkrets | Andrakammarvalet i Sverige 1908: Oppunda härads valkrets | Andrakammarvalet i Sverige 1908: Oppunda härads valkrets | Andrakammarvalet i Sverige 1908: Oppunda härads valkrets |
| Kandidat                                                 | Kandidat                                                 | Röster                                                   | Röster                                                   | Röster                                                   |
| Kandidat                                                 | Kandidat                                                 | Antal                                                    | %                                                        | +− %                                                     |
| -------------------------------------------------------- | -------------------------------------------------------- | -------------------------------------------------------- | -------------------------------------------------------- | -------------------------------------------------------- |
|                                                          | Carl Carlson Bonde                                       | 1 136                                                    | 68,4                                                     | ▲3,6                                                     |
|                                                          | Axel Ludvig Sundberg (höger)                             | 523                                                      | 31,5                                                     |                                                          |
|                                                          | Övriga kandidater                                        | 1                                                        | 0,1                                                      | —                                                        |
| Antal giltiga röster                                     | Antal giltiga röster                                     | 1 660                                                    |                                                          |                                                          |
| Kasserade röster                                         | Kasserade röster                                         | 3                                                        |                                                          |                                                          |
| Totalt                                                   | Totalt                                                   | 1 663                                                    |                                                          |                                                          |

Valet ägde rum den 6 september 1908. Valdeltagandet var 69,1%.